# Smelowskia sisymbrioides
Smelowskia sisymbrioides là một loài thực vật có hoa trong họ Cải. Loài này được (Regel & Herder) Lipsky ex Paulsen miêu tả khoa học đầu tiên.